# عيناب

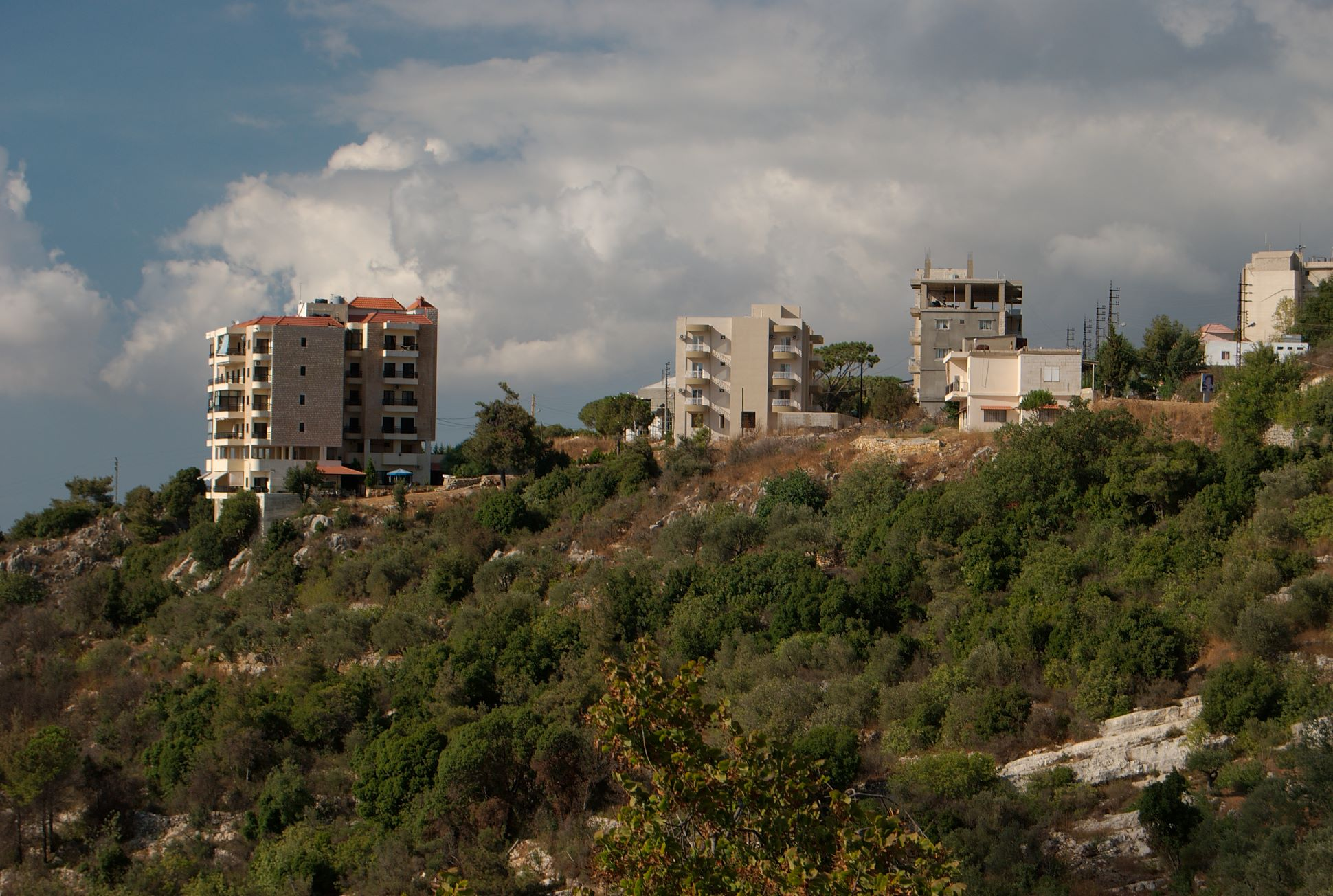
عيناب

عيناب هي قرية لبنانية من قرى قضاء عاليه في محافظة جبل لبنان
نشأت عيناب خلال القرن السابع الميلادي مع قدوم الأمراء التنوخيين وكانت عبارة عن بساتين تنتج المحاصيل للأمراء البحتريين الذين نزلوا في طردلا ثم عبيه إلى ان انتقل اليها من عبيه الأمير نجم الدين محمد ابن جمال الدين حجّي ابن نجم الدين محمد ابن جمال الدين حجّي الأول ابن زهر الدولة كرامة ابن ناهض الدولة ابي العشائر بحتر ابن شرف الدولة علي، وذلك في النصف الثاني من القرن الثاني عشر الميلادي. وعرف فروع الأمير نجم الذين محمد بالامراء العينابيين حيث اعتبر مؤسس بيت الأمراء البحتريين العيانبي. (صالح بن يحي: تاريخ بيروت وأمراء الغرب). 
عرف الأمراء العينابيين بشجاعتهم وكرمهم وتقواهم وبكونهم أفضل الشعراء في منطقة الغرب حيث أطلق عليهم لقب شعراء الإمارة، وهو السبب باعتقادنا لكنيتهم بالشعار وهو الاسم الذي تحمله العائلة البحترية في عيناب اليوم.
تخلى الأمراء البحتريين العينابيين عن اقطاعهم بإرادتهم تباعا وذلك عملا بمعتقدهم التوحيدي الراسخ واستجابة لتوصيه الأمير السيد عبد الله البحتري التنوخي. وهناك مخطوطات ووصايا تثبت ذلك. (راجع على سبيل المثال كتاب «التنوخيون» للكاتب نديم حمزة صفحة 241).

## أعلام
- سمير الشعار (16 يونيو 1934 - 4 أبريل 1972) مهندس طب حيوي.
- الاستاذ فندي الشعار، مربي وشاعر.